# Список епізодів телесеріалу «Вавилон-5»
Вавилон 5 — американський науково-фантастичний телесеріал, створений та більшою частиною написаний Джозефом Майклом Стражинськи. В центрі сюжету космічна станція Вавилон 5: місце зустрічі політиків, дипломатів, та конфліктів протягом 2257–2262 років. Оскільки сюжет серіалу практично не відхиляється від сценарної сюжетної лінії, його часто описують як «телевізійний роман».
Прем'єра пілотної серії відбулася 22 лютого 1993 року, а регулярний показ  розпочався 26 січня 1994 року і тривав п'ять повних сезонів. У відповідності до корпоративної структури та синдикаційної політики компанії Warner, продукція на даний момент вже неіснуючого підрозділу Prime Time Entertainment Network, серіал був синдикований лише на короткий час і не демонструвався на американському телебаченні з 2003 по 2018 рік (але транслювалося в інших країнах). У 2018 році шоу почало виходити у нічний час у мережі наукової фантастики Comet TV Sci-Fi Network.
За мотивами серіалу було знято шість телевізійних фільмів та 13-серійний спіноф «Хрестовий похід», який вийшов на екрани у 1999 році. 31 липня 2007 року вийшов DVD з двома короткометражними фільмами про окремих персонажів серіалу.
Кожен з 5 сезонів серіалу послідовно відповідає одному року сюжетної лінії з 2258 по 2262. Назва кожного сезону співпадає з назвою епізоду, який є центральним сюжетним епізодом у цьому сезоні. На початку серіалу станція Вавилон 5 приймає послів від різних рас галактики, а Земля ледь витримала війну з технічно переважаючою цивілізацією Мінбару лише тому, що вони капітулювали з невідомих причин.
Деякі епізоди другого сезону вийшли в ефір всупереч запланованій у сценарії хронологічній послідовності. Стражинськи підтвердив, що епізод «Колотнеча у темних закутках» (A Race Through Dark Places) має передувати епізоду «Спорідненість душ» (Soul Mates), а «Мечі» (Knives) йдуть перед «У тіні За'га'дума» (In the Shadow of Z'ha'dum).

## Структура епізодів
| Сезон | Епізоди | Епізоди | Оригінальний показ | Оригінальний показ |
| Сезон | Епізоди | Епізоди | Останній показ     | Перший показ       |
| ----- | ------- | ------- | ------------------ | ------------------ |
| Пілот | 1       | 1       | 22 лютого 1993     | 22 лютого 1993     |
| 1     | 22      | 22      | 26 січня 1994      | 3 жовтня 1994      |
| 2     | 22      | 22      | 2 листопада 1994   | 15 серпня 1995     |
| 3     | 22      | 22      | 6 листопада 1995   | 22 вересня 1996    |
| 4     | 22      | 22      | 4 листопада 1996   | 27 жовтня 1997     |
| 5     | 22      | 22      | 21 січня 1998      | 25 листопада 1998  |

## Епізоди

### Пілот (1993)
| Назва серії | Режисер(и)     | Сценарист(и)    | Оригінальна дата показу |
| --- | -------------- | --------------- | ----------------------- |
| Вавилон-5: Збір                                                                                                | Річард Комптон | Дж. Стражинськи | 22 лютого 1993          |
| Одразу після прибуття на станцію, посол ворлонів мало не був вбитий. Головний підозрюваний — командер Сінклер. |                |                 |                         |

### Сезон 1: Прикмети і віщування (1994)
2258 рік. Командер Джеффрі Синклер керує станцією «Вавилон 5», йому в цьому допомагає заступник — лейтенант Сьюзен Іванова, та керівник служби безпеки Майкл Гарібальді. Протягом сезону він поступово пригадує, як він потрапив у полон до мінбарців під час їхньої війни. Мінбарці впевнені, що Сінклер несе у собі душу Валена, їх давнього і  шанованого лідера. Зрозумівши, що душі мінбарців перероджуються в людей, мінбарці здалися, щоб уникнути подальшого братовбивства. Цей вчинок став джерелом суспільного розбрату на Мінбарі.
Тим часом напруженість у відносинах між Республікою Центавр, імперією, що занепадає, і режимом Нарна, колишнім домініоном Центавра, який успішно повстав, зростає. Прагнучи повернути своєму народу колишню славу, Молларі укладає угоду з таємничим союзником, містером Морденом, щоб завдати удару у відповідь по Нарну. На Землі деякі люди обурюються впливом прибульців і прагнуть усунути їх від земної власності, в тому числі й від Вавилону 5.
Посол Мінбару Деленн є членкинею Сірої Ради, уряду Мінбару. Згодом вона перетворюється на гібрид мінбарця і людини, начебто для того, щоб побудувати міст між людьми і мінбарцями. Рік закінчується смертю президента Земного альянсу Луїса Сантьяго, яку керівний склад «Вавилону 5» вважає вбивством.
| № серії (загалом) | № серії (в сезоні) | Назва серії                                                         | Режисер(и)           | Сценарист(и)          | Оригінальна дата показу                | Код серії |
| --- | ------------------ | ------------------------------------------------------------------- | -------------------- | --------------------- | -------------------------------------- | --------- |
| 1 | 1                  | «Ніч на передовій» «Midnight on the Firing Line»                    | Річард Комптон       | Дж. Стражинськи       | 26 січня 1994                          | 103       |
| Коли нарнці нападають на колонію центаврійців, Лондо та Ґ'Кар майже вступають в сутичку. Тим часом рейдери атакують транспортні кораблі поблизу станції. |                    |                                                                     |                      |                       |                                        |           |
| 2 | 2                  | «Ловець душ» «Soul Hunter»                                          | Джим Джонстон        | Дж. Стражинськи       | 2 лютого 1994                          | 102       |
| До станції доставляють сильно пошкоджений корабель, а дивного прибульця всередині ідентифікують як Мисливця за душами - безсмертну расу, яка може відчувати смерть і нібито викрадає чиюсь душу. |                    |                                                                     |                      |                       |                                        |           |
| 3 | 3                  | «Народжений у царській родині» «Born to the Purple»                 | Брюс Сет Грін        | Ларрі Дітільйо        | 9 лютого 1994                          | 104       |
| Кар'єра Лондо опиняється під загрозою, коли вродлива рабиня спокушає його і викрадає секретний комп'ютерний файл. Гарібальді розслідує несанкціоноване використання обмеженого каналу зв'язку. |                    |                                                                     |                      |                       |                                        |           |
| 4 | 4                  | «Інфекція» «Infection»                                              | Річард Комптон       | Дж. Стражинськи       | 16 лютого 1994                         | 101       |
| Доктора Франкліна відвідує старий друг і наставник, ксеноархеолог доктор Гендрікс. Він просить Франкліна про допомогу в аналізі високотехнологічних органічних артефактів, знайдених ним на мертвому світі. Але артефакти, здається, мають власну волю і починають маніпулювати асистентом Гендрікса.     |                    |                                                                     |                      |                       |                                        |           |
| 5 | 5                  | «Парламент мрій» «The Parliament of Dreams»                         | Джим Джонстон        | Дж. Стражинськи       | 23 лютого 1994                         | 108       |
| Кетрін Сакаї, з якою у Сінклера колись були стосунки, прибуває під час тижневого фестивалю, коли люди та прибульці демонструють свої релігійні переконання. Старий ворог Ґ'Кара підсилає до нього вбивцю.                                                                                                 |                    |                                                                     |                      |                       |                                        |           |
| 6 | 6                  | «Войовничий розум» «Mind War»                                       | Брюс Сет Грін        | Дж. Стражинськи       | 2 березня 1994                         | 110       |
| Телепат-вигнанець з винятковими здібностями знаходить притулок на Вавилоні 5, двоє поліцейських Псі-корпусу прибувають, щоб його затримати. Кетрін Сакаї, незважаючи на численні попередження Ґ'Кара, вирушає до світу Сигма-957, щоб дослідити його на наявність квантію-40.                             |                    |                                                                     |                      |                       |                                        |           |
| 7 | 7                  | «Шукач війни» «The War Prayer»                                      | Річард Комптон       | Дороті Кетрін Фонтана | 9 березня 1994                         | 107       |
| Расистське угруповання тероризує чужинців на Вавилоні 5, наносить їм ножових ран та таврує. Тим часом Лондо має проблеми з двома молодими центаврійцями, які хочуть одружитися за покликом серця, а не за домовленістю своїх родів.                                                                       |                    |                                                                     |                      |                       |                                        |           |
| 8 | 8                  | «Небо повне зірок» «And the Sky Full of Stars»                      | Джанет Ґрік          | Дж. Стражинськи       | 16 березня 1994                        | 106       |
| Сінклера викрадають і допитують двоє чоловіків, які прагнуть довести, що він зрадив Землю під час Битви за Лінію. |                    |                                                                     |                      |                       |                                        |           |
| 9 | 9                  | «Мандрівна смерть» «Deathwalker»                                    | Брюс Сет Грін        | Ларрі Дітільйо        | 20 квітня 1994                         | 113       |
| На'Тот нападає на іншопланетну жінку, яка щойно прибула на станцію, стверджуючи, що вона - ділгарська військова злочинниця Джа'дур, відома як Мандрівна смерть. Кош винаймає Талію Вінтерс наглядати за дуже дивними переговорами.                                                                        |                    |                                                                     |                      |                       |                                        |           |
| 10 | 10                 | «Сповнені віри» «Believers»                                         | Річард Комптон       | Дейвід Джерролд       | 27 квітня 1994                         | 105       |
| Пара чужинців приходить до доктора Франкліна зі своїм смертельно хворим сином. Дитину можна вилікувати за допомогою простої операції, але релігійні переконання батьків категорично забороняють це робити. Іванова супроводжує пошкоджений зореліт через територію рейдерів.                              |                    |                                                                     |                      |                       |                                        |           |
| 11 | 11                 | «Ті, що врятувалися» «Survivors»                                    | Джим Джонстон        | Марк Скотт Зікрі      | 4 травня 1994                          | 111       |
| За кілька днів до візиту президента Землі Сантьяго на Вавилон 5 в одному з ангарів для винищувачів стався вибух. Смертельно поранений при цьому чоловік звинувачує Гарібальді, і це саме те, що хоче почути голова президентської охорони, яка звинувачує його у смерті свого батька.                     |                    |                                                                     |                      |                       |                                        |           |
| 12 | 12                 | «За будь-яку ціну» «By Any Means Necessary»                         | Джим Джонстон        | Кетрін М. Дреннан     | 11 травня 1994                         | 114       |
| У доках зазнає трощі нарнський вантажний корабель і гине один із робітників. Це лише перша з низки проблем на Вавилоні 5. Докери вимагають покращення умов праці, погрожуючи страйком, а Ґ'Кар мусить знайти заміну для квітки Ґ'Кван-Ет, щоб провести важливу релігійну церемонію.                       |                    |                                                                     |                      |                       |                                        |           |
| 13 | 13                 | «Прикмети і віщування» «Signs and Portents»                         | Джанет Ґрік          | Дж. Стражинськи       | 18 травня 1994                         | 116       |
| Представник центаврійської знаті прибуває на Вавилон 5, щоб перевезти важливу центаврійську реліквію, якою володіє Лондо, на Центавру Головну. Тим часом до усіх іншопланетних послів приходить таємничий чоловік, який ставить їм незвичні запитання.                                                    |                    |                                                                     |                      |                       |                                        |           |
| 14 | 14                 | «Боротьба» «TKO»                                                    | Джон С. Флінн-третій | Ларрі Дітільйо        | 25 травня 1994                         | 119       |
| Старий друг Гарібальді прилітає на Вавилон 5, щоб взяти участь у поєдинках «мутаі» — іншопланетних боях. Іванова важко переживає смерть батька. |                    |                                                                     |                      |                       |                                        |           |
| 15 | 15                 | «Грааль» «Grail»                                                    | Річард Комптон       | Крісті Маркс          | 6 липня 1994                           | 109       |
| Чоловік прибуває на Вавилон 5 і просить іншопланетних послів сприяти у пошуках Святого Грааля. Тим часом гангстер із Низу невідомим чином стирає пам'ять свідкам та усім, хто виступає проти нього. |                    |                                                                     |                      |                       |                                        |           |
| 16 | 16                 | «Очі» «Eyes»                                                        | Джим Джонстон        | Ларрі Дітільйо        | 13 липня 1994                          | 122       |
| Сінклер стає жертвою своїх власних рішень, прийнятих протягом останнього року — на станцію прибувають слідчий та телепат, щоб перевірити лояльність екіпажу до Земних Сил. А Леньє виявляє неабиякий інтерес до спроби Гарібальді зібрати мотоцикл 1990-х років.                                          |                    |                                                                     |                      |                       |                                        |           |
| 17 | 17                 | «Спадщина» «Legacies»                                               | Брюс Сет Грін        | Дороті Кетрін Фонтана | 20 липня 1994                          | 115       |
| На Вавилон 5 прибуває мінбарський військовий крейсер, щоб виставити тіло нещодавно померлго мінбарського лідера для пошани, а Іванова і Талія борються за долю молодої дівчини з нещодавно відкритими телепатичними здібностями.                                                                          |                    |                                                                     |                      |                       |                                        |           |
| 18 | 18                 | «Голос із безвісті. Частина 1» «A Voice in the Wilderness (Part 1)» | Джанет Ґрік          | Дж. Стражинськи       | 27 липня 1994                          | 120       |
| З Епсилона-3, на орбіті якого обертається планета Вавилон 5, починають надходити дивні сигнали. Для з'ясування обставин відряджають науковий корабель, проте його обстрілює оборонна система планети. Гарібальді турбується про колишню кохану, оскільки на Марсі спалахує повстання проти земного уряду. |                    |                                                                     |                      |                       |                                        |           |
| 19 | 19                 | «Голос із безвісті. Частина 2» «A Voice in the Wilderness (Part 2)» | Джанет Ґрік          | Дж. Стражинськи       | 3 серпня 1994                          | 121       |
| Ситуація загострюється, коли на станцію прибуває важкий крейсер Земних сил для «захисту інтересів Землі», а термоядерні реактори на Епсилоні-3 стають нестабільними, тим самим погрожуючи знищити і планету і Вавилон 5.                                                                                  |                    |                                                                     |                      |                       |                                        |           |
| 20 | 20                 | «Вавилон до бою готовий» «Babylon Squared»                          | Джим Джонстон        | Дж. Стражинськи       | 10 серпня 1994                         | 118       |
| Вавилон 4 з'являється на тому самому місці, де зник чотири роки тому, і Сінклер разом із Гарібальді очолюють експедицію, щоб евакуювати його екіпаж. Тим часом Деленн викликає Сіра Рада, щоб повідомити, що вони обрали нового лідера.                                                                   |                    |                                                                     |                      |                       |                                        |           |
| 21 | 21                 | «Милосердя найвищого рівня» «The Quality of Mercy»                  | Лоррейн Сенна        | Дж. Стражинськи       | 17 серпня 1994                         | 117       |
| Доктор Франклін розслідує нелегальну медичну практику у Низу, а Лондо бере Леньє на екскурсію злачними місцями Вавилону 5. У в'язниці станції засуджений вбивця чекає на виконання свого вироку — смерть особистості.                                                                                     |                    |                                                                     |                      |                       |                                        |           |
| 22 | 22                 | «Лялечка» «Chrysalis»                                               | Джанет Ґрік          | Дж. Стражинськи       | 3 жовтня 1994 (UK) 26 жовтня 1994 (US) | 112       |
| Аванпост нарнців на межі центаврійського простору, стає причиною конфлікту між двома расами. Лондо отримує пропозицію залагодити цю проблему. Тим часом Гарібальді намагається з'ясувати, через що був вбитий його інформатор.                                                                            |                    |                                                                     |                      |                       |                                        |           |

### Сезон 2: Прихід Тіней (1994–1995)
Капітан Джон Шеридан приймає командування станцією після того, як Синклер раптово отримує нове призначення на Мінбар. Шеридан та командування станції виявляють, що новообраний президент Земної Співдружності Морган Кларк пов'язаний із вбивством президента Сантьяго. Розвивається конфлікт між командуванням Вавилону 5 та Псі Корпусом, організацією, що наглядає за земними телепатами, однак стає все більш автократичною і прагне повністю контролювати їх життя.
Посол Молларі в очікуванні смерті імператора Центаври співпрацює із лордом Ріфа, щоб усунути усіх претендентів на трон, і одночасно продовжує використовувати пана Мордена та його «партнерів» — Тіней — проти Нарну. Коли імператор помирає, Моларі та Ріфа садять на трон його психічно нестабільного небожа, Картаджію. Його руками вони починають повномасштабну війну із Нарном, використовуючи в тому числі зброю масового ураження для підкорення планети Нарн.
Уряд Землі перетворюється на тоталітарний, придушуючи інакомислення та поширюючи пропаганду. Кош та інші ворлони звертаються до Шерідана, виявляють себе ворогами Тіней, і просять його про допомогу в боротьбі з ними.
| № серії (загалом) | № серії (в сезоні) | Назва серії                                                | Режисер(и)           | Сценарист(и)          | Оригінальна дата показу                   | Код серії |
| --- | ------------------ | ---------------------------------------------------------- | -------------------- | --------------------- | ----------------------------------------- | --------- |
| 23 | 1                  | «Вихідний рубіж» «Points of Departure»                     | Джанет Ґрік          | Дж. Стражинськи       | 2 листопада 1994                          | 201       |
| Капітан Джон Шерідан приймає командування Вавилоном 5 після того, як Сінклера перепризначили. До станції прибуває військовий корабель-вигнанець мінбарців, і під час цього розкривається правда про те, чому закінчилася війна Мінбару та Землі.                      |                    |                                                            |                      |                       |                                           |           |
| 24 | 2                  | «Апокаліпсис» «Revelations»                                | Джим Джонстон        | Дж. Стражинськи       | 9 листопада 1994                          | 202       |
| Франклін вдається до крайніх заходів, щоб врятувати Гарібальді; Деленн виходить з лялечки; на станцію приїздить сестра Шерідана; стосунки Лондо та Мордена ускладнюються; Ґ'Кар приносить із подорожі страшне попередження.                                           |                    |                                                            |                      |                       |                                           |           |
| 25 | 3                  | «Геометрія тіней» «The Geometry of Shadows»                | Майкл Веджар         | Дж. Стражинськи       | 16 листопада 1994                         | 203       |
| Лондо продовжує шукати визнання та влади на батьківщині; група техномагів відвідує станцію; Іванова змушена врегульовувати небезпечну суперечку серед населення Дразі.                                                                                                |                    |                                                            |                      |                       |                                           |           |
| 26 | 4                  | «Далека зірка» «A Distant Star»                            | Джим Джонстон        | Дороті Кетрін Фонтана | 23 листопада 1994                         | 204       |
| Шерідан розпочинає небезпечну операцію з порятунку корабля класу «Дослідник», яким керує його друг, що губиться у гіперпросторі; авторитет Деленн серед мінбарців ставиться під сумнів через її трансформацію.                                                        |                    |                                                            |                      |                       |                                           |           |
| 27 | 5                  | «Довга темрява» «The Long Dark»                            | Маріо Ді Лео         | Скотт Фрост           | 30 листопада 1994                         | 205       |
| До Вавилону 5 наближається дослідницький корабель столітньої давнини з екіпажем у кріокамерах. Але на ньому є не тільки люди з минулого. |                    |                                                            |                      |                       |                                           |           |
| 28 | 6                  | «Павук у павутині» «Spider in the Web»                     | Кевін Дж. Кремін     | Ларрі Дітільйо        | 7 грудня 1994                             | 206       |
| Старого друга Талії Вінтерс вбиває людина, яка начебто є агентом марсіанського руху опору. |                    |                                                            |                      |                       |                                           |           |
| 29 | 7                  | «Спорідненість душ» «Soul Mates»                           | Джон С. Флінн-третій | Пітер Девід           | 14 грудня 1994                            | 208       |
| На станцію прибувають три дружини Лондо, Деленн шукає допомоги Іванової в адаптації до своєї нової подоби, а телепат Пси-корпусу і колишній чоловік Талії, прибуває на станцію із захопливою історією.                                                                |                    |                                                            |                      |                       |                                           |           |
| 30 | 8                  | «Колотнеча у темних закутках» «A Race Through Dark Places» | Джим Джонстон        | Дж. Стражинськи       | 25 січня 1995                             | 207       |
| Представник поліції Псі-Корпусу Альфред Бестер повертається на Вавилон 5 у пошуках «підземної залізниці», яка допомагає телепатам-ізгоям втекти від Корпусу; його прибуття викликає занепокоєння, оскільки стає зрозумілим, що хтось зсередини допомагає «залізниці». |                    |                                                            |                      |                       |                                           |           |
| 31 | 9                  | «Прихід Тіней» «The Coming of Shadows»                     | Джанет Ґрік          | Дж. Стражинськи       | 1 лютого 1995                             | 209       |
| Центаврійський імператор Турхан прибуває на Вавилон 5 з державним візитом, чим викликає радикальну поведінку як Ґ'Кара, так і Лондо. Гарібальді стикається із групою, яка назикає себе «Рейнджери».                                                                   |                    |                                                            |                      |                       |                                           |           |
| 32 | 10                 | «Піхота» «GROPOS»                                          | Джим Джонстон        | Ларрі Дітільйо        | 8 лютого 1995                             | 210       |
| На Вавилон 5 прибувають 25 000 штурмовиків Земних сил на чолі з генералом Річардом Франкліном, батьком Стівена. |                    |                                                            |                      |                       |                                           |           |
| 33 | 11                 | «Насамоті вночі» «All Alone in the Night»                  | Маріо Ді Лео         | Дж. Стражинськи       | 15 лютого 1995                            | 211       |
| Під час польоту «Star Fury» Шерідана викрадає невідома інопланетна раса. Деленн викликає Сіра Рада, щоб дізнатися про її долю. |                    |                                                            |                      |                       |                                           |           |
| 34 | 12                 | «Самопожертва» «Acts of Sacrifice»                         | Джим Джонстон        | Дж. Стражинськи       | 22 лютого 1995                            | 212       |
| Ґ'Кар намагається отримати підтримку для свого народу з боку Шерідана та Земного Альянсу; Іванова докладає всіх зусиль, щоб укласти союз з новою расою. |                    |                                                            |                      |                       |                                           |           |
| 35 | 13                 | «Мисливець, здобич» «Hunter, Prey»                         | Менахем Бінецкі      | Дж. Стражинськи       | 1 березня 1995                            | 213       |
| Командний склад станції намагається випередити і час, і Земні сили, щоб знайти колишнього лікаря президента Сантьяго, який володіє надзвичайно важливою інформацією.                                                                                                  |                    |                                                            |                      |                       |                                           |           |
| 36 | 14                 | «Шляхетна брехня» «There All the Honor Lies»               | Майкл Веджар         | Пітер Девід           | 26 квітня 1995                            | 215       |
| Шерідан майже втрачає командування станцією після того, як вбиває мінбарця під час самозахисту. Іванову призначають відповідальною за роботу сувенірної крамниці «Вавилона 5».                                                                                        |                    |                                                            |                      |                       |                                           |           |
| 37 | 15                 | «А тепер ми передаємо слово» «And Now for a Word»          | Маріо Ді Лео         | Дж. Стражинськи       | 3 травня 1995                             | 214       |
| Знімальна група ISN проводить 36 годин на Вавилоні 5, щоб зняти документальний фільм у реальному часі, а також перебіг війни між Нарном і Центаврою. |                    |                                                            |                      |                       |                                           |           |
| 38 | 16                 | «У тіні За'га'дума» «In the Shadow of Z'ha'dum»            | Девід Дж. Ігл        | Дж. Стражинськи       | 10 травня 1995                            | 217       |
| Шерідан виявляє зв'язок між таємничим містером Морденом та своєю покійною дружиною, наживає ворогів з усіх боків, коли затримує Мордена. Тим часом на станції створюється Нічна Варта.                                                                                |                    |                                                            |                      |                       |                                           |           |
| 39 | 17                 | «Мечі» «Knives»                                            | Стівен Л. Поузі      | Ларрі Дітільйо        | 17 травня 1995                            | 216       |
| Лондо возз'єднується зі своїм старим другом, але при цьому опиняється в епіцентрі інтриг Республіки. У Шерідана вселяється іншопланетна форма життя. |                    |                                                            |                      |                       |                                           |           |
| 40 | 18                 | «Сповіді та оплакування» «Confessions and Lamentations»    | Кевін Дж. Кремін     | Дж. Стражинськи       | 24 травня 1995                            | 218       |
| Смертельна чума загрожує расі Маркабів вимиранням, і лікар Франклін шукає ліки проти неї, перш ніж вона перекинеться на інші види. |                    |                                                            |                      |                       |                                           |           |
| 41 | 19                 | «Розділена вірність» «Divided Loyalties»                   | Хесус Тревіньо       | Дж. Стражинськи       | 25 липня 1995 (UK) 11 жовтня 1995 (US)    | 220       |
| Літа Александер повертається на Вавилон 5 з повідомленням, що хтось із командного складу станції, сам того не знаючи, є сплячим агентом Пси-корпусу. |                    |                                                            |                      |                       |                                           |           |
| 42 | 20                 | «Довга битва у сутінках» «The Long, Twilight Struggle»     | Джон С. Флінн-третій | Дж. Стражинськи       | 1 серпня 1995 (UK) 18 жовтня 1995 (US)    | 219       |
| Центаврійська військова машина на шляху до Нарну з прихованою підтримкою Тіней, а той час як залишки флоту Нарну планують відчайдушну контратаку. |                    |                                                            |                      |                       |                                           |           |
| 43 | 21                 | «Інквізитор» «Comes the Inquisitor»                        | Майкл Веджар         | Дж. Стражинськи       | 8 серпня 1995 (UK) 25 жовтня 1995 (US)    | 221       |
| Ворлони надсилають на станцію «інквізитора» — посланника, який має допитати Шерідана і Деленн і перевірити їх мотиви до боротьби. Нарни на Вавилоні 5 ставлять під сумнів право Ґ'Кара на лідерство.                                                                  |                    |                                                            |                      |                       |                                           |           |
| 44 | 22                 | «Настання ночі» «The Fall of Night»                        | Джанет Ґрік          | Дж. Стражинськи       | 15 серпня 1995 (UK) 1 листопада 1995 (US) | 222       |
| Командний склад опиняється між молотом і ковадлом, коли Шерідан погоджується надати притулок нарнському військовому крейсеру, а Земні сили намагаються заспокоїти дедалі агресивнішу Республіку Центавр. Нічна Варта починає розширювати свій вплив на станцію.       |                    |                                                            |                      |                       |                                           |           |

### Сезон 3: Критична точка (1995–1996)
Земний уряд стає все більш ксенофобним, а на Вавилоні 5 Шерідан і Деленн, у яких протягом сезону виникають романтичні стосунки, створюють «змову світла», розкрити правду, яка стоїть за впливом Тіней. Історично напружені відносини між Землею та колонією на Марсі досягають критичної точки, коли Марс проголошує незалежність, а земний уряд оголошує воєнний стан і атакує. У відповідь Шерідан при підтримці Мінбару виводить станцію з-під земної юрисдикції.
Сінклер повертається на станцію і просить Шерідана про допомогу у перенесенні станції «Вавилон 4» на тисячу років у минуле, у часи війни Тіней. Сам Сінклер, перетворюється на лідера мінбарців Валена за допомогою пристрою, який використовувала Деленн для свого перетворення.
Посол Молларі, усвідомлюючи, що його справи з Морденом стають все більш небезпечними, намагається розірвати з ним зв'язки, але це йому не вдається. Посол Кош інформує Шеридана про можливість подолати Тіней за допомогою телепатів. Ворлони атакують Тіней завдяки наполегливості Шеридана, однак Тіні вбивають Коша на знак помсти.
Дружина Шеридана, яка вважалася загиблою під час експедиції на планету За'га'дум багато років тому, прибуває на станцію і переконує його послідувати разом з нею на За'га'дум. Тіні намагаються примусити Шеридана приєднатися до них, а їхні кораблі погрожують Вавилону 5. Шеридан спрямовує корабель, споряджений вибухівкою, на планету, і дослухаючись до слів Коша, робить стрибок у прірву. Кораблі Тіней відступають. Гарібальді, який вирушив на захист станції, не повернувся із завдання.
| № серії (загалом) | № серії (в сезоні) | Назва серії                                                                   | Режисер(и)               | Сценарист(и)    | Оригінальна дата показу                  | Код серії |
| --- | ------------------ | ----------------------------------------------------------------------------- | ------------------------ | --------------- | ---------------------------------------- | --------- |
| 45 | 1                  | «Справа честі» «Matters of Honor»                                             | Кевін Дж. Кремін         | Дж. Стражинськи | 6 листопада 1995                         | 301       |
| Екіпаж Вавилону 5 отримує нову зброю для боротьби із загрозою Тіней, яка зростає. На станцію приїжджає представник Земних сил, щоб розслідувати запис лейтенанта Кеффера.                                                                                          |                    |                                                                               |                          |                 |                                          |           |
| 46 | 2                  | «Переконання» «Convictions»                                                   | Майкл Веджар             | Дж. Стражинськи | 13 листопада 1995                        | 302       |
| Серія підривів вибухових пристроїв сколихує станцію та загрожує команді та послам. Група монахів із Землі прибуває на станцію. |                    |                                                                               |                          |                 |                                          |           |
| 47 | 3                  | «День розбрату» «A Day in the Strife»                                         | Девід Дж. Ігл            | Дж. Стражинськи | 20 листопада 1995                        | 303       |
| До Вавилону 5 наближається незвичайний інопланетний зонд. Ґ'Кар стикається із зовнішньою та внутрішньою загрозами для Нарну. |                    |                                                                               |                          |                 |                                          |           |
| 48 | 4                  | «Проходячи сад Гетсиманський» «Passing Through Gethsemane»                    | Адам Німой               | Дж. Стражинськи | 27 листопада 1995                        | 305       |
| Доброзичливий монах стає жертвою дивних видінь та спогадів. На станцію повертається Літа Александер. |                    |                                                                               |                          |                 |                                          |           |
| 49 | 5                  | «Голоси влади» «Voices of Authority»                                          | Менахем Бінецкі          | Дж. Стражинськи | 29 січня 1996                            | 304       |
| Іванова та Маркус розпочинають пошук Перших з допомогою Драала. Шерідан опиняється під пильним наглядом Нічної Варти та «політичної радниці», яка прибула на станцію.                                                                                              |                    |                                                                               |                          |                 |                                          |           |
| 50 | 6                  | «Наркотик для перемоги» «Dust to Dust»                                        | Девід Дж. Ігл            | Дж. Стражинськи | 5 лютого 1996                            | 306       |
| «Змова Світла» опиняється в небезпеці, коли Бестер прибуває на станцію розслідувати продаж наркотику «Пил», який викликає телепатичні здібності. В той же час Ґ'Кар випробовує цей наркотик особисто.                                                              |                    |                                                                               |                          |                 |                                          |           |
| 51 | 7                  | «Екзогенез» «Exogenesis»                                                      | Кевін Дж. Кремін         | Дж. Стражинськи | 12 лютого 1996                           | 307       |
| Франклін та Маркус розслідують випадок появи чужинських паразтив у Низу. Іванова отримує завдання визначити, чи можна залучити лейтенанта Корвіна до «Змови Світла».                                                                                               |                    |                                                                               |                          |                 |                                          |           |
| 52 | 8                  | «Повідомлення із Землі» «Messages from Earth»                                 | Майкл Веджар             | Дж. Стражинськи | 19 лютого 1996                           | 308       |
| Приголомшливе одкровення змушує Шерідана і Деленн вирушити з небезпечою місією в космічний простір Земного Альянсу. Нічна Варта посилює свій вплив на станції. |                    |                                                                               |                          |                 |                                          |           |
| 53 | 9                  | «Критична точка» «Point of No Return»                                         | Джим Джонстон            | Дж. Стражинськи | 26 лютого 1996                           | 309       |
| В умовах воєнного стану ,який оголосив президент Кларк після розпуску Сенату, командний склад станції мусить зупинити Нічну Варту, яка намагається контролювати Вавилон 5. Лондо отримує пророцтво вдови імператора Тургана під час її візитиу на станцію.         |                    |                                                                               |                          |                 |                                          |           |
| 54 | 10                 | «Втрачені мрії» «Severed Dreams»                                              | Девід Дж. Ігл            | Дж. Стражинськи | 1 квітня 1996                            | 310       |
| President Clark tries to seize control of Babylon 5 by force, forcing Sheridan and the command crew to declare Babylon Five an independent state, breaking away from Earth Alliance, and taking arms against Clark's government. Деленн конфронтує із Сірою Радою. |                    |                                                                               |                          |                 |                                          |           |
| 55 | 11                 | «Обряд світла і темряви» «Ceremonies of Light and Dark»                       | Джон С. Флінн-третій     | Дж. Стражинськи | 8 квітня 1996                            | 311       |
| Деленн організовує мінбарську релігійну церемонію, щоб допомогти команді та іншим послам пристосуватись до нових умов. Залишки Нічної Варти намагаються позбавити Шеридана можливості контролю над Вавилоном 5. Лондо конфліктує з лордом Ріфа.                    |                    |                                                                               |                          |                 |                                          |           |
| 56 | 12                 | «Таке Вірове щастя» «Sic Transit Vir»                                         | Хесус Сальвадор Тревіньо | Дж. Стражинськи | 15 квітня 1996                           | 313       |
| Вір опиняється у скрутному становищі, коли на станцію прибуває його наречена, яку він ніколи до цього не зустрічав, і його «робота» як посла Центаври на Мінбарі розкривається.                                                                                    |                    |                                                                               |                          |                 |                                          |           |
| 57 | 13                 | «Запізніле повернення з Авалону» «A Late Delivery from Avalon»                | Майкл Веджар             | Дж. Стражинськи | 22 квітня 1996                           | 312       |
| На станцію прибуває мандрівник, який стверджує, що є персонажем з легенд про короля Артура. Шеридан та Іванова намагаються домогтися визнання станції у її новому статусі серед чужинських урядів.                                                                 |                    |                                                                               |                          |                 |                                          |           |
| 58 | 14                 | «Корабель сліз» «Ship of Tears»                                               | Майкл Веджар             | Дж. Стражинськи | 29 квітня 1996                           | 314       |
| На станцію повертається Бестер, розкриваючи таємну інформацію про корабезь зі зброєю, і пропонує союз. |                    |                                                                               |                          |                 |                                          |           |
| 59 | 15                 | «Інтерлюдії та іспити» «Interludes and Examinations»                          | Хесус Тревіньо           | Дж. Стражинськи | 6 травня 1996                            | 315       |
| Війна тіней набирає обертів, і Шеридан змушений гуртувати сили проти Тіней. Він просить допомоги у Коша, і це викликає відчутні наслідки. Франклін бореться із наркотичною залежністю.                                                                             |                    |                                                                               |                          |                 |                                          |           |
| 60 | 16                 | «Безкінечка війна. Перша частина» «War Without End (Part 1)»                  | Майкл Веджар             | Дж. Стражинськи | 13 травня 1996                           | 316       |
| Джефрі Синклер повертається із завданням, від якого залежить виживання станції: повернутися у минуле і викрасти Вавилон 4. |                    |                                                                               |                          |                 |                                          |           |
| 61 | 17                 | «Безкінечка війна. Друга частина» «War Without End (Part 2)»                  | Майкл Веджар             | Дж. Стражинськи | 20 травня 1996                           | 317       |
| Продовжується спроба відправити станцію Вавилон 4 туди, де вона потрібна. Відкривається призначення Синклера. Шерида бачить майбутнє Центаври Головної. Затрас пояснює, хто є «Він».                                                                               |                    |                                                                               |                          |                 |                                          |           |
| 62 | 18                 | «Бродяга» «Walkabout»                                                         | Кевін Дж. Кремін         | Дж. Стражинськи | 18 серпня 1996 (UK) 30 вересня 1996 (US) | 318       |
| Франклін продовжує свою мандрівку Низом. Заміна послу ворлонів прибуває на станцію. Шерідан сповнений рішучості здобути перемогу над Тінями, використовуючи свою нову перевагу.                                                                                    |                    |                                                                               |                          |                 |                                          |           |
| 63 | 19                 | «Пропав Сірий 17» «Grey 17 Is Missing»                                        | Джон С. Флінн-третій     | Дж. Стражинськи | 1 вересня 1996 (UK) 7 жовтня 1996 (US)   | 319       |
| Гарібальді досліджує закинутий рівень станції. Деленн стає на чолі Рейнджерів, але Нерун сумнівається, що вона того варта. |                    |                                                                               |                          |                 |                                          |           |
| 64 | 20                 | «І скрипнула скеля, ніде сховатися» «And the Rock Cried Out, No Hiding Place» | Девід Дж. Ігл            | Дж. Стражинськи | 8 вересня 1996 (UK) 14 жовтня 1996 (US)  | 320       |
| Делегація релігійних лідерів прибуває на Вавилон 5 відвідати брата Тео і надати допомогу Шеридану. Лондо розробляє план, як позбутися лорда Ріфи. |                    |                                                                               |                          |                 |                                          |           |
| 65 | 21                 | «Танець тіней» «Shadow Dancing»                                               | Кім Фрідман              | Дж. Стражинськи | 15 вересня 1996 (UK) 21 жовтня 1996 (US) | 321       |
| Армія Світла готується до битви з Тінями у найбільшій битві війни. Прогулянка Франкліна має криваві наслідки. |                    |                                                                               |                          |                 |                                          |           |
| 66 | 22                 | «За'га'дум» «Z'ha'dum»                                                        | Адам Німой]]             | Дж. Стражинськи | 22 вересня 1996 (UK) 28 жовтня 1996 (US) | 322       |
| Дружина Шерідана, яка нібито померла чотири роки тому, намагається переконати його полетіти на За'га'дум і зустрітися з тими, хто керує Тінями. Лондо отримує важливі новини про своє політичне майбутнє. Тіні виступають проти Вавилона 5.                        |                    |                                                                               |                          |                 |                                          |           |

### Сезон 4: Ані здаватися, ані відступати (1996–1997)
Шеридан повертається із За'га'думу з допомогою незвичайного чужинця, який називає себе Лорієн, і який додав Шериданові 20 років життя. Ворлони зчиняють паніку серед інших рас, оскільки починають знищувати цілі планети, що потрапили під вплив Тіней. Молларі, побоюючись, що ворлони знищать Центавру Головну, знищує базу Тіней на планеті і страчує Мордена. Шеридан дізнається, що Ворлони і Тіні піклувалися про молодші раси у галактиці, однак через серйозні ідеологічні відмінності воюють між собою мільярди років, використовуючи молодші раси як пішаків у проксі-війні. За допомогою інших Древніх Шеридан змушує Ворлонів та Тіней піти і припинити втручатися у справи молодших рас.
Гарібальді повертається на Вавилон 5, однак причини його відсутності не розкриваються. Він виявляє незрозумілі зміни у своїй поведінці і дистанціонується від командного складу, звільняється і відлітає на Марс щоб співпрацювати з магнатом Вільямом Едгарсом. Також він сприяє викраденню Шеридана службою безпеки президента Кларка. Пізніше стає відомо, що Гарібальді був завербований Пси-корпусом, щоб шпигувати за Едгаром, який фінансував розробку вірусу для знищення телепатів.
Зі зникненням Тіней та Ворлонів тоталітарний уряд Землі намагається використати захопленого Шеридана як засіб пропаганди, але Гарібальді — тепер вільний від впливу Псі-Корпусу — рятує його. На Землі спалахує коротка громадянська війна, результатом якої стає самогубство президента Кларка і здача Шеридана Земним Силам. Іванова, яка отримала важкі поранення під час бойових дій, залишає станцію, щоб одноосібно командувати кораблем.
Ліга неприєднаних світів реорганізується у Міжзоряний альянс за участі Землі, Мінбару, Нарну та Центарви — своєрідну галактичну ООН, із Рейнджерами як власними збройними силами. Шеридан очолює Альянс як президент, і одружується із Деленн.
| № серії (загалом) | № серії (в сезоні) | Назва серії                                                            | Режисер(и)           | Сценарист(и)    | Оригінальна дата показу | Код серії |
| --- | ------------------ | ---------------------------------------------------------------------- | -------------------- | --------------- | ----------------------- | --------- |
| 67 | 1                  | «Час вовка» «The Hour of the Wolf»                                     | Девід Дж. Ігл        | Дж. Стражинськи | 4 листопада 1996        | 401       |
| Іванова, Деленн та Літа подорожують до За'га'думу у пошуках Шеридана, а Ґ'Кар відправляється на пошуки Гарібальді. Лондо помічає, що політична ситуація на Центаврі Головній погіршилася за каденції Картаджії, божевільного імператора. |                    |                                                                        |                      |                 |                         |           |
| 68 | 2                  | «Що сталося з паном Гарібальді?» «Whatever Happened to Mr. Garibaldi?» | Кевін Джеймс Добсон  | Дж. Стражинськи | 11 листопада 1996       | 402       |
| Ґ'Кар та Маркус продовжують розшукувати Гарібальді, а їх переслідують агенти центаврійців. Шерида намагається повернутися до «звичайного життя» за допомогою містичного чужинця Лорієна.                                                 |                    |                                                                        |                      |                 |                         |           |
| 69 | 3                  | «Скликання» «The Summoning»                                            | Джон МакФерсон       | Дж. Стражинськи | 18 листопада 1996       | 403       |
| Зак очолює операцію з порятунку Гарібальді з рук невідомих викрадачів. Деленн стикається з протидією Ліги неприєдненаих світів, коли намагається реорганізувати Армію світла.                                                            |                    |                                                                        |                      |                 |                         |           |
| 70 | 4                  | «Крок до канонізації» «Falling Toward Apotheosis»                      | Девід Дж. Ігл        | Дж. Стражинськи | 25 листопада 1996       | 404       |
| Як перший крок до припинення війни Шерідан вирішує діяти проти нового ворлонського посла. Ґ'Кар стикається з тортурами у застінках Картаджії.                                                                                            |                    |                                                                        |                      |                 |                         |           |
| 71 | 5                  | «Довга ніч» «The Long Night»                                           | Джон Лафія           | Дж. Стражинськи | 27 січня 1997           | 405       |
| Шерідан продовжує планувати останній удар проти Тіней і Ворлонів, а Лондо та Вір закінчують приготування вбивства імператора Картаджії.                                                                                                  |                    |                                                                        |                      |                 |                         |           |
| 72 | 6                  | «У вогонь» «Into the Fire»                                             | Кевін Джеймс Добсон  | Дж. Стражинськи | 3 лютого 1997           | 406       |
| У розпал Війни Тіней Шерідан дає останній бій між Ворлонами та Тінями на Коріані 6. |                    |                                                                        |                      |                 |                         |           |
| 73 | 7                  | «Прозріння» «Epiphanies»                                               | Джон С. Флінн-третій | Дж. Стражинськи | 10 лютого 1997          | 407       |
| Гарібальді йде у відставку. Бестер повертається з новиною, що Земна Співдружність планує ізолювати та дискредитувати Вавилон 5. |                    |                                                                        |                      |                 |                         |           |
| 74 | 8                  | «Ілюзія правди» «The Illusion of Truth»                                | Стівен Ферст         | Дж. Стражинськи | 17 лютого 1997          | 408       |
| На станцію прибуває репортер ISN, який стверджує, що хоче зробити об'єктивний і правдивий репортаж про Вавилон 5. |                    |                                                                        |                      |                 |                         |           |
| 75 | 9                  | «Покута» «Atonement»                                                   | Тони Доу             | Дж. Стражинськи | 24 лютого 1997          | 409       |
| Деленн повинна повернутися на Мінбар і обґрунтувати свої стосунки з Шеріданом перед своїм народом, і в процесі цього робить важливе відкриття. Шерідан відправляє Маркуса і Франкліна на Марс.                                           |                    |                                                                        |                      |                 |                         |           |
| 76 | 10                 | «Пригоди на Марсі» «Racing Mars»                                       | Хесус Тревіньо       | Дж. Стражинськи | 21 квітня 1997          | 410       |
| Франклін і Маркус прибувають на Марс, щоб зкоординувати дії з тамтешнім опором. Розкол між Шеріданом і Гарібальді стає дедалі ширшим. |                    |                                                                        |                      |                 |                         |           |
| 77 | 11                 | «Лінії зв'язку» «Lines of Communication»                               | Джон С. Флінн-третій | Дж. Стражинськи | 28 квітня 1997          | 411       |
| Франклін і Маркус намагаються переконати опір на Марсі допомогти Шерідану протистояти президенту Кларку. Деленн дізнається про расу Дракхів і зростання кастової напруженості на Мінбарі.                                                |                    |                                                                        |                      |                 |                         |           |
| 78 | 12                 | «Конфлікти інтересів» «Conflicts of Interest»                          | Девід Дж. Ігл        | Дж. Стражинськи | 5 травня 1997           | 412       |
| Гарібальді починає працювати на таємничого нового роботодавця. Шерідан розробляє план протидії пропагандистській кампанії президента Кларка.                                                                                             |                    |                                                                        |                      |                 |                         |           |
| 79 | 13                 | «Чутки, угоди та брехня» «Rumors, Bargains and Lies»                   | Майкл Веджар         | Дж. Стражинськи | 12 травня 1997          | 413       |
| Шерідан обманом змушує Лігу Неприєднаних світів укласти новий союз. Деленн звертається до Неруна в надії припинити громадянську війну на Мінбарі.                                                                                        |                    |                                                                        |                      |                 |                         |           |
| 80 | 14                 | «Мить переходу» «Moments of Transition»                                | Тони Доу             | Дж. Стражинськи | 19 травня 1997          | 414       |
| Громадянська війна, що палає на Мінбарі, наближається до кульмінації. Бестер робить пропозицію дедалі більш зневіреній Літі. Шерідан змушений діяти проти Землі після отримання жахливих новин від Іванової.                             |                    |                                                                        |                      |                 |                         |           |
| 81 | 15                 | «Ані здаватися, ані відступати» «No Surrender, No Retreat»             | Майкл Веджар         | Дж. Стражинськи | 26 травня 1997          | 415       |
| Спровокований останніми діями президента Кларка, Шерідан очолює флот Білих Зірок проти Земних Сил, щоб звільнити Проксиму 3. |                    |                                                                        |                      |                 |                         |           |
| 82 | 16                 | «Випробування життєвих сил» «The Exercise of Vital Powers»             | Джон Лафія           | Дж. Стражинськи | 2 червня 1997           | 416       |
| Гарібальді прибуває на Марс, щоб зустрітися зі своїм новим роботодавцем, Вільямом Едгарсом. Літа допомагає Франкліну досягти прогресу із телепатами, яких Тіні перетворили на зброю.                                                     |                    |                                                                        |                      |                 |                         |           |
| 83 | 17                 | «Обличчя ворога» «The Face of the Enemy»                               | Майкл Веджар         | Дж. Стражинськи | 9 червня 1997           | 417       |
| Гарібальді повстав перед вибором, чи зраджувати Шерідана. Франклін і Літа прибувають на Марс зі вантажем телепатів у кріокамерах. |                    |                                                                        |                      |                 |                         |           |
| 84 | 18                 | «На перехресті з реальністю» «Intersections in Real Time»              | Джон Лафія           | Дж. Стражинськи | 16 червня 1997          | 418       |
| Шерідана безжально допитують у застінках Земного Альянсу, ламаючи його фізично та психологічно. |                    |                                                                        |                      |                 |                         |           |
| 85 | 19                 | «Між світлом і тьмою» «Between the Darkness and the Light»             | Девід Дж. Ігл        | Дж. Стражинськи | 6 жовтня 1997           | 419       |
| Поки Шерідан продовжує страждати у камері Земної Співдружності, Іванова бере на себе командування флотом для наступної битви. Гарібальді намагається довести свою невинуватість марсіанському опору.                                     |                    |                                                                        |                      |                 |                         |           |
| 86 | 20                 | «Прикінцева гра» «Endgame»                                             | Джон Коупленд        | Дж. Стражинськи | 13 жовтня 1997          | 420       |
| Шерідан командує кінцевою битвою з військами президента Кларка, йому допомагають доктор Франклін, Літа і марсіанський опір. Маркус приймає небезпечне, але життєво важливе рішення.                                                      |                    |                                                                        |                      |                 |                         |           |
| 87 | 21                 | «Зірка, що сходить» «Rising Star»                                      | Тони Доу             | Дж. Стражинськи | 20 жовтня 1997          | 421       |
| Шерідан стикається з наслідками своїх дій проти Кларка та Земних сил. Маркус вчиняє подвиг жертовності. Деленн організовує інші раси в Альянс, який творитиме історію.                                                                   |                    |                                                                        |                      |                 |                         |           |
| 88 | 22                 | «Розвінчання падаючих зірок» «The Deconstruction of Falling Stars»     | Стівен Ферст         | Дж. Стражинськи | 27 жовтня 1997          | 422/501   |
| Показує плив, який Вавилон 5 матиме на всесвіт протягом мільйона років у майбутньому. |                    |                                                                        |                      |                 |                         |           |

### Сезон 5: Колесо вогню (1998)[b]
У 2262, капітан Земних Сил Елізабет Локлі призначена командиром Вавилону 5, який тепер також є і штаб-квартирою Міжзоряного Альянсу. Між Псі-Корпусом та групою бунтівних телепатів, які шукають своє місце у всесвіті, назріває конфлікт після того, як стає відомо, що ворлони створювали телепатів як зброю проти Тіней. Коли декілька телепатів приймають мученицьку смерть, Літа очолює атаки проти Псі-Корпусу, і завдяки цьому перетворюється на ворога держави.
Торгові та цивільні судна Альянсу стають жертвами нападів невідомих, докази свідчать, що до цього можуть бути причетні центаврійці. Молларі стає відомо, що дракхи, раса союзників Тіней, змусили керівництво Центаври піти проти Альянсу, як акт помсти за те, що Молларі повернув проти Тіней. Молларі змушений співпрацювати, з ними, коли стає Імператором і оголошує про вихід Центаври з Альянсу. Вір стає послом Центаври на станції.
Різні частини сезону розповідають про рішення старожильців Вавилону 5 залишити станцію: Шеридан та Деленн відлітають на Мінбар у нову штаб-квартиру Альянсу. Гарібальді, у якого стався рецидив алкоголізму, отримує допомогу від Лізи, вони одружуються і повертаються на Марс. Доктор Франклін отримує посаду головного ксенобіолога на Землі. Ґ'Кар розуміє, що він став релігійною фігурою, отже не може ані повернутись на Нарн, ані залишитися на станції, а тому відправляється у добровільне вигнання. Із собою він бере Літу, позаяк та опиняється в подібному становищі.
Через двадцять років після повернення із За'га'думу, Шеридан починає відчувати, що його життя згасає. Він наказав рейнджерам зібрати своїх страих друзів на Мінбарі для прощальної вечірки. Наступного дня він намагається піти, допоки Деленн спить, але вона зупиняє його, щоб попрощатись. Шеридан наодинці відвідує Вавилон 5 — який якраз виводиться з експлуатації, перед тим як відправитися на місце останньої битви між Тінями і ворлонами. У його останні миті приходить Лорієн, і запрошує Шеридана у подорож за межі галактики. «Білу зірку» Шеридана знаходять пізніше порожньою.
| № серії (загалом) | № серії (в сезоні) | Назва серії                                | Режисер(и)           | Сценарист(и)                                      | Оригінальна дата показу | Код серії |
| --- | ------------------ | ------------------------------------------ | -------------------- | ------------------------------------------------- | ----------------------- | --------- |
| 89 | 1                  | «No Compromises»                           | Джанет Ґрік          | Дж. Стражинськи                                   | 21 січня 1998           | 502       |
| Під час приготування до інавгурації президента Міжзоряного Альянсу, виявляється, що на Шерідана полює вбивця. Капітан Елізабет Локлі на прохання Шеридана прибуває із Землі, щоб прийняти командування Вавилоном 5. Група телепатів-вигнанців прибуває на станцію в пошуках притулку.      |                    |                                            |                      |                                                   |                         |           |
| 90 | 2                  | «The Very Long Night of Londo Mollari»     | Девід Дж. Ігл        | Дж. Стражинськи                                   | 28 січня 1998           | 503       |
| У Лондо стається серцевий напад, і він потрапляє в свій сюрреалістичний сон, де зустрічає свій найбільший страх, який мусить перебороти, щоб вижити. Ленньєр вирішує залишити службу у Деленн і повернутися на Мінбар.                                                                     |                    |                                            |                      |                                                   |                         |           |
| 91 | 3                  | «The Paragon of Animals»                   | Майкл Веджар         | Дж. Стражинськи                                   | 4 лютого 1998           | 504       |
| Шерідан намагається домовитись із членами Міжзоряного Альянсу щодо Декларації принципів. Ізольований світ просить Альянс про захист від рейдерів. Гарібальді намагається завербувати телепатів для розвідувальних операцій.                                                                |                    |                                            |                      |                                                   |                         |           |
| 92 | 4                  | «A View from the Gallery»                  | Джанет Ґрік          | Гарлан Еллісон (сюжет) Дж. Стражинськи (сценарій) | 11 лютого 1998          | 505       |
| Вавилон 5 зазнає нападу інопланетної раси, а звичайні технічні працівники Мак та Бо підтримують станцію у робочому стані, як завжди. |                    |                                            |                      |                                                   |                         |           |
| 93 | 5                  | «Learning Curve»                           | Девід Дж. Ігл        | Дж. Стражинськи                                   | 18 лютого 1998          | 506       |
| Двоє мінбарських рейнджерів-стажерів відвідують станцію, Гарібальді вивчає минуле Лохлі, а Зак розслідує вбивство, що сталося у Низу. |                    |                                            |                      |                                                   |                         |           |
| 94 | 6                  | «Strange Relations»                        | Джон С. Флінн-третій | Дж. Стражинськи                                   | 25 лютого 1998          | 507       |
| Командний склад потрапляє у скрутне становище, оскільки на станцію прибуває Бестер із своїми людьми, щоб заарештувати телепатів, які створили колонію на станції. |                    |                                            |                      |                                                   |                         |           |
| 95 | 7                  | «Secrets of the Soul»                      | Тони Доу             | Дж. Стражинськи                                   | 4 березня 1998          | 508       |
| Літа зближується з Байроном і колонією телепатів, а Франклін розслідує таємницю з далекого минулого раси хайаків (англ. Hyach). |                    |                                            |                      |                                                   |                         |           |
| 96 | 8                  | «Day of the Dead»                          | Дуг Лефлер           | Ніл Ґейман                                        | 11 березня 1998         | 511       |
| Вавилон 5 стає частиною «Дня мертвих» — свята Бракірі, під час якого людей відвідують померлі з їхнього минулого. Відомі артисти Рібо і Зуті (їх ролі виконують Пенн і Теллер) відвідують станцію.                                                                                         |                    |                                            |                      |                                                   |                         |           |
| 97 | 9                  | «In the Kingdom of the Blind»              | Девід Дж. Ігл        | Дж. Стражинськи                                   | 18 березня 1998         | 509       |
| Байрон і колонія телепатів висувають ультиматум Міжзоряному Альянсу. Лондо повертається на Центавру Головну з Ґ'Каром як охоронцем і помічає інтриги та небезпеку при дворі імператора. |                    |                                            |                      |                                                   |                         |           |
| 98 | 10                 | «A Tragedy of Telepaths»                   | Tony Dow             | Дж. Стражинськи                                   | 25 березня 1998         | 510       |
| Ситуація між Альянсом і колонією телепатів погіршується, коли на станцію прибуває Бестер. Лондо і Ґ'Кар знаходять старого друга в імператорському палаці. |                    |                                            |                      |                                                   |                         |           |
| 99 | 11                 | «Phoenix Rising»                           | Девід Дж. Ігл        | Дж. Стражинськи                                   | 1 квітня 1998           | 512       |
| Протистояння між телепатами, Альянсом і Пси-корпусом закінчується трагедією. Гарібальді протистоїть своєму заклятому ворогу. |                    |                                            |                      |                                                   |                         |           |
| 100 | 12                 | «The Ragged Edge»                          | Джон Коупленд        | Дж. Стражинськи                                   | 8 квітня 1998           | 513       |
| Рецидив алкоголізму Гарібальді ставить під загрозу таємну місію на рідну планету Дразі. Ґ'Кар проти волі стає релігійним лідером свого народу. |                    |                                            |                      |                                                   |                         |           |
| 101 | 13                 | «The Corps Is Mother, the Corps Is Father» | Стівен Ферст         | Дж. Стражинськи                                   | 15 квітня 1998          | 514       |
| Бестер та двоє стажерів-поліцейських переслідують вбивцю-телепата, який втік на Вавилон 5. |                    |                                            |                      |                                                   |                         |           |
| 102 | 14                 | «Meditations on the Abyss»                 | Майкл Веджар         | Дж. Стражинськи                                   | 27 травня 1998          | 515       |
| Ленньєр проходить навчальний курс рейнджера на борту однієї з Білих зірок, одночасно із виконанням таємної місії для Деленн та Альянсу. Тим часом дразі прослуховують каюту Лондо і відчувають гнів Віра.                                                                                  |                    |                                            |                      |                                                   |                         |           |
| 103 | 15                 | «Darkness Ascending»                       | Джанет Ґрік          | Дж. Стражинськи                                   | 3 червня 1998           | 516       |
| Леньє ризикує життям, щоб знайти докази причетності центаврійців до нападів на кораблі інших рас. Ліза прибуває на станцію і стикається із рецидивом Гарібальді. |                    |                                            |                      |                                                   |                         |           |
| 104 | 16                 | «And All My Dreams, Torn Asunder»          | Горан Гаджич         | Дж. Стражинськи                                   | 10 червня 1998          | 517       |
| Шерідан і Деленн висувають офіційні звинувачення проти Центаврійської Республіки, чим ставлять Центавру і Альянс на межу війни. |                    |                                            |                      |                                                   |                         |           |
| 105 | 17                 | «Movements of Fire and Shadow»             | Джон С. Флінн-третій | Дж. Стражинськи                                   | 17 червня 1998          | 518       |
| У міру того, як війна між Альянсом і Центавром стає все більш напруженою, Шерідану доводиться боротися з генералами-вигнанцями Нарна і Дразі, які вимагають рішучих заходів. Літа і Франклін розкривають приголомшливу правду, що стоїть за центаврійською кампанією.                      |                    |                                            |                      |                                                   |                         |           |
| 106 | 18                 | «The Fall of Centauri Prime»               | Дуглас Вайс          | Дж. Стражинськи                                   | 28 жовтня 1998          | 519       |
| Центавра Головна змушена робити загрозою Дракхів та нападом Альянсу. Деленн і Ленньєр застрягли в гіперпросторі. |                    |                                            |                      |                                                   |                         |           |
| 107 | 19                 | «The Wheel of Fire»                        | Джанет Ґрік          | Дж. Стражинськи                                   | 4 листопада 1998        | 520       |
| Ґ'Кар бореться з «культом особистості», що формується навколо нього. Деленн дізнається, що вагітна. Локлі намагається допомогти Гарібальді впоратися з алкоголізмом. |                    |                                            |                      |                                                   |                         |           |
| 108 | 20                 | «Objects in Motion»                        | Хесус Тревіньо       | Гарлан Еллісон (сюжет) Дж. Стражинськи (сценарій) | 11 листопада 1998       | 521       |
| Коли Ґ'Кар планує покинути Вавилон 5 разом з Літою, екіпаж запобігає замаху на Гарібальді та Лізу. |                    |                                            |                      |                                                   |                         |           |
| 109 | 21                 | «Objects at Rest»                          | Джон Коупленд        | Дж. Стражинськи                                   | 18 листопада 1998       | 522       |
| Шерідан і Деленн залишають Вавилон 5 та переїжджають у нову штаб-квартири Міжзоряного Альянсу на Мінбарі. Франклін вирушає до свого нового місця служби на Землі. Гарібальді пристосовується до нового корпоративного життя. Леньє робить жахливий вибір і змушений відчути його наслідки. |                    |                                            |                      |                                                   |                         |           |
| 110 | 22                 | «Sleeping in Light»                        | Дж. Стражинськи      | Дж. Стражинськи                                   | 25 листопада 1998       | 523/422   |
| Через двадцять років після закінчення Війни Тіней Шерідан наближається до кінця свого життя востаннє збирає своїх старих друзів. |                    |                                            |                      |                                                   |                         |           |

## Фільми
| Назва серії | Режисер(и)              | Сценарист(и)    | Оригінальна дата показу | Код серії |
| --- | ----------------------- | --------------- | ----------------------- | --------- |
| Вавилон-5: На початку | Майкл Веджар            | Дж. Стражинськи | 4 січня 1998            | TNTCF2    |
| Головна сюжетна лінія сфокусована на подіях, які відбулися за 10 років до подій серіалу. Фільм описує події війни землян з мінбарцями від початку до кінця, як їх було подано Лондо Молларі двом центаврійським дітлахам. |                         |                 |                         |           |
| Вавилон-5: Третій простір | Хесус Сальвадор Тревіно | Дж. Стражинськи | 19 липня 1998           | TNTCF1    |
| Завдяки залишкам ворлонських технологій вивільняється давня і всепоглинальна інопланетна сила, і Вавилон 5 — це єдине, що стоїть між цим новим ворогом і знищенням усього живого. |                         |                 |                         |           |
| Вавилон-5: Ріка душ | Джанет Ґрік             | Дж. Стражинськи | 8 листопада 1998        | TNTCF3    |
| Ксеноархеолог привозить на станцію давній артефакт — сферу, що містить мільярд душ вимерлої раси. Коли прибуває Мисливець за душами, щоб забрати їх, вони тікають і сіють хаос на станції, змушуючи Локлі, Зака та Ґарібальді рятувати станцію. |                         |                 |                         |           |
| Вавилон-5: Заклик до зброї | Майкл Веджар            | Дж. Стражинськи | 3 січня 1999            | TNTCF4    |
| Союзники Тіней намагаються помститися Землі, президент Шерідан шукає допомоги в найнесподіваніших місцях, щоб врятувати свій світ. |                         |                 |                         |           |
| Вавилон-5: Легенда про Рейнджерів: Життя і смерть у світлі зірок | Майкл Веджар            | Дж. Стражинськи | 19 січня 2002           | —         |
| Пригоди команди рейнджерів, які супроводжують групу дипломатів і вступають у конфлікт із небезпечним новим ворогом, відомим як Рука. Задумувався як пілот для спінофу, але так і не отримав продовження. |                         |                 |                         |           |
| Вавилон-5: Втрачені оповіді: Голоси у темряві | Дж. Стражинськи         | Дж. Стражинськи | 31 липня 2007           | —         |
| Складається із двох 35-хвилинних епізодів, кожен з них присвячений певному персонажу Сюди: В очікуванні прибуття Шерідана на В5, Локлі викликає священика з Землі, щоб той допоміг розібратися з надприродною істотою. Туди: Коли техномаг пророкує, що молодий центаврійський принц колись стане імператором і знищить людство, президент Міжзоряного Альянсу Джон Шерідан повинен ухвалити рішення, чи не ліквідувати його зараз. |                         |                 |                         |           |
| Вавилон-5: Дорога додому | Метт Петерс             | Дж. Стражинськи | 14 серпня 2023          | —         |
| Президент Шеридан внаслідок техногенної катастрофи починає неконтрольовані стрибки у просторі та між часовими лініями. Анімаційний фільм на домашніх носіях у форматах Blu-ray, 4K і відео на замовлення |                         |                 |                         |           |